# Waco Brothers
Die Waco Brothers sind eine US-amerikanische Country-Band aus Chicago. Sie sind ein Seitenprojekt des Musikers Jon Langford (The Mekons). Typisch ist eine sehr schräge, vom Punk geprägte Herangehensweise an die Countrymusik sowohl bei Covers großer Countrystars wie Johnny Cash sowohl als auch bei den selbst verfassten Songs. Ihre Alben erscheinen beim Independent-Label Bloodshot, in Deutschland werden sie über Blue Rose vertrieben.

## Diskografie

### Single
- 1995: Bad Times / The Harder They Come

### Alben
- 1995: ...to the Last Dead Cowboy
- 1997: Cowboy in Flames
- 1997: Do You Think About Me
- 1999: Waco World
- 2002: Electric Waco Chair
- 2002: New Deal
- 2004: Nine Slices of My Mid-Life Crisis (mit Uncle Dave)
- 2005: Freedom and Weep
- 2008: Waco Express: Live and Kickin' at Schuba's Tavern, Chicago
- 2012: Great Chicago Fire (mit Paul Burch)
- 2015: Cabaret Showtime
- 2016: Going Down in History
- 2023: The Men That God Forgot